# JR Tower
La JR Tower est un gratte-ciel de 173 mètres de hauteur construit à Sapporo dans le nord du Japon de 2000 à 2003. Il est situé au-dessus de la sortie sud de la gare de Sapporo. C'est le plus haut gratte-ciel de la ville. Il a été conçu par les cabinets d'architecture Nihon Sekkei et Nikken Sekkei.
La surface de plancher du bâtiment est de 246 872 m2 ce qui est considérable pour un immeuble.